# هانز جورج هرتسوغ
هانز جورج هرتسوغ (10 سبتمبر 1912 - 20 يوليو 1959) ضابطًا في الفيرماخت في ألمانيا النازية خلال الحرب العالمية الثانية الذي قاد فرقة بانزر الخامسة. وقد حصل على وسام الفارس الصليبي الحديدي بأوراق البلوط.
استسلم هيرزوج لقوات الجيش الأحمر في سياق الهجوم السوفياتي 1945 شرق بروسيا. أدين في الاتحاد السوفياتي كمجرم حرب، واحتجز حتى عام 1955.

## الجوائز والأوسمة
- الصليب الحديدي (1939) الدرجة الثانية (14 يونيو 1940) والدرجة الأولى (29 أبريل 1941) [1]
- مشبك لفائف الجيش (27 سبتمبر 1943)
- الصليب الألماني في الذهب في 30 يوليو 1942 باسم ملازم أول في 1. / شوتزن فوج 13 [2]
- وسام الفارس الصليبي الحديدي بأوراق البلوط
  - صليب الفارس في 6 أبريل 1944 بصفته رائد الاحتياط وقائد الثاني. / بانزر غرينادير فوج 14 [3]
  - بأوراق البلوط في 23 مارس 1945 بصفته أوبرسلوبمينت من الاحتياطيات وقائد فرقة بانزرجريندير الفوج 14 [4]

### اقتباسات
1. ↑  Thomas 1997, p. 276.
2. ↑  Patzwall & Scherzer 2001, p. 182.
3. ↑  Fellgiebel 2000, p. 186.
4. ↑  Fellgiebel 2000, p. 83.

### قائمة المراجع
- Fellgiebel, Walther-Peer (2000) [1986]. Die Träger des Ritterkreuzes des Eisernen Kreuzes 1939–1945 — Die Inhaber der höchsten Auszeichnung des Zweiten Weltkrieges aller Wehrmachtteile [The Bearers of the Knight's Cross of the Iron Cross 1939–1945 — The Owners of the Highest Award of the Second World War of all Wehrmacht Branches] (بالألمانية). Friedberg, Germany: Podzun-Pallas. ISBN:978-3-7909-0284-6.
- Patzwall, Klaus D.; Scherzer, Veit (2001). Das Deutsche Kreuz 1941 – 1945 Geschichte und Inhaber Band II [The German Cross 1941 – 1945 History and Recipients Volume 2] (بالألمانية). Norderstedt, Germany: Verlag Klaus D. Patzwall. ISBN:978-3-931533-45-8.
- Thomas, Franz (1997). Die Eichenlaubträger 1939–1945 Band 1: A–K [The Oak Leaves Bearers 1939–1945 Volume 1: A–K] (بالألمانية). Osnabrück, Germany: Biblio-Verlag. ISBN:978-3-7648-2299-6.